# Медісон Девенпорт
Медісон Девенпорт (англ. Madison Davenport; нар. 22 листопада 1996, Маямі, Флорида, США) — американська акторка та співачка.

## Біографія
Народилася 22 листопада 1996 та виросла в Сан-Антоніо, Техас. Має молодшого брата Гейджа Девенпорта (англ. Gage Davenport), який також актор.

## Кар'єра
Вперше знялась у короткометражному фільмі «Гармонія Паркер» у 2005. В цьому ж році були епізодичні ролі у романтичній драмі «Балачки із іншими жінками», «4исла», «Місце злочину: Нью-Йорк».
У 2006 року озвучувала одного з героїв мультфільму «Лісова братва». Через два роки акторка розмовляла за героїв мультфільмів «Хортон», «Рибка Поньо на кручі», «Спеціальний агент Осо».
За роль Руфі Смітерс у фільмі «Кіт Кіттредж: Загадка американської дівчини» 2008 року акторка отримала свою першу номінацію Премії «Молодий актор». Вона була нагороджена нею за «Найкращий акторський склад у художньому фільмі» за цю стрічку.
У 2011 з'явилася у фільмі жахів «Скринька прокляття». В цій стрічці акторка виконала роль сестри одержимої старою скринькою. Цього ж року Медісон зіграла в епічномі фільмі Даррена Аронофскі «Ной».
У 2014—2016 акторка була задіяна у франшизі «Від заходу до світанку».
У 2018 році Девенпорт знялася в міні-серіалі HBO «Гострі предмети». 
У 2019 році вона зіграла головну роль у «Рейчел, Джек і Ешлі теж», епізоді з антологічного серіалу «Чорне дзеркало»[8]. Того року вона також знялася в шоу Hulu Reprisal.
У 2021 році Девенпорт знявся у фільмі Supercool.

## Особисте життя
У червні 2022 року заявила, що є бісексуалкою в своєму акаунті в Instagram.[11]

## Фільмографія

### Фільми
| Рік  | Назва                                         | Оригінальна назва               | Роль                    | Примітки        |
| ---- | --------------------------------------------- | ------------------------------- | ----------------------- | --------------- |
| 2005 | «Гармонія Паркер»                             | Harmony Parker                  | Гармонія Паркер         | короткометражка |
| 2005 | «Балачки із іншими жінками»                   | Conversations with Other Women  | британська дівчина      |                 |
| 2006 | «Лісова братія»                               | Over the Hedge                  | Квілло                  | озвучка         |
| 2006 | «Незнайомці»                                  | Strangers                       | Еббі                    | короткометражка |
| 2006 | «Хеммі: Пригоди з бумерангом»                 | Hammy's Boomerang Adventure     | Квілло                  | озвучка         |
| 2006 |                                               | Journey On Rio: Number Two      | Б'янка                  | озвучка         |
| 2007 | «Різдво тут знову»                            | Christmas Is Here Again         | Софіана                 | озвучка         |
| 2007 | «Поки діти сплят»                             | While the Children Sleep        | Кесі Істмен             | телефільм       |
| 2007 |                                               | Dog Days III                    | Б'янка                  | озвучка         |
| 2008 | «Хортон»                                      | Horton Hears a Who!             | різні голоси персонажів | озвучка         |
| 2008 | «Округ Гумбольдт»                             | Humboldt County                 | Черіті                  |                 |
| 2008 | «Кіт Кіттредж: Загадка американської дівчини» | Kit Kittredge: An American Girl | Руфі Смітерс            |                 |
| 2008 | «Рибка Поньо на кручі»                        | Ponyo                           | різні голоси персонажів | озвучка         |
| 2008 | «Парасомнія»                                  | Parasomnia                      | молода Лора             |                 |
| 2009 | «Двері на горище»                             | The Attic Door                  | Керолайн                |                 |
| 2010 | «Джек і бобове стебло»                        | Jack and the Beanstalk          | Дестені                 |                 |
| 2010 | «Прощення амішів»                             | Amish Grace                     | Мері Бет Грабер         | телефільм       |
| 2010 | «Будинок батька»                              | Dad's Home                      | Ліндсей Вестмен         | телефільм       |
| 2012 | «Скринька прокляття»                          | Possession                      | Ганна Бренек            |                 |
| 2014 | «Ной»                                         | Noah                            | Наель                   |                 |
| 2015 | «Сестри»                                      | Sisters                         | Гейлі                   |                 |
| 2015 | «Світло під ногами»                           | A Light Beneath Their Feet      | Бет                     |                 |

### Серіали
| Рік       | Назва                                | Оригінальна назва               | Роль            | Примітки          |
| --------- | ------------------------------------ | ------------------------------- | --------------- | ----------------- |
| 2005      | «4исла»                              | Numb3rs                         | Джулія          | 1 епізод          |
| 2005      | «Поряд з домом»                      | Close to Home                   | Кеті            | 1 епізод          |
| 2005      | «Місце злочину: Нью-Йорк»            | CSI: NY                         | Еббі Дрейк      | 1 епізод          |
| 2005      | «Елітні помешкання»                  | Hot Properties                  | Ганна           | 1 епізод          |
| 2006      | «Кістки»                             | Bones                           | Меган           | 1 епізод          |
| 2007      | «Легіон супергероїв»                 | Legion of Super Heroes          | Абель           | 1 епізод          |
| 2008      | «Спеціальний агент Осо»              | Special Agent Oso               | Стейсі          | 1 епізод; озвучка |
| 2008      | «Швидка допомога»                    | ER                              | Клер О'Феллон   | 1 епізод          |
| 2011      | «CSI: Місце злочину»                 | CSI: Crime Scene Investigation  | Кемрін Поуз     | 1 епізод          |
| 2011-2012 | «Безсоромні»                         | Shameless                       | Ітель           | епізодична роль   |
| 2011      | «Доктор Хаус»                        | House M.D                       | Айріс           | 1 епізод          |
| 2013      | «Вбережи мене»                       | Save Me                         | Емілі Гарпер    | 8 епізодів        |
| 2013      | «Криміналісти: мислити як злочинець» | Criminal Minds                  | Саманта Вілкокс | 1 епізод          |
| 2014–2016 | «Від заходу до світанку»             | From Dusk till Dawn: The Series | Кейт Фуллер     | 30 епізодів       |
| 2019      | «Чорне дзеркало»                     | Black Mirror                    | Джек            | 5 сезон 3 серія   |

## Номінації та нагороди
2009 — нагорода «Найкращий акторський склад у художньому фільмі» Премія «Молодий актор» за роль у фільмі «Кіт Кіттредж: Загадка американської дівчини».